# Miac'owm
Il termine Miac'owm (in armeno Միացում, lett. "unificazione", traslitterato anche Miatsum) indica il movimento per la riunificazione dell'Oblast Autonomo del Nagorno Karabakh (già facente parte dell'Azerbaigian sovietico) all'Armenia sovietica.
Tale movimento si sviluppa a cavallo tra gli anni ottanta e gli anni novanta e si inserisce nella lotta di liberazione del Nagorno Karabakh che porterà prima alla dichiarazione di indipendenza (2 settembre 1991, dichiarazione ufficiale 6 gennaio 1992) e poi alla guerra (1992-1994).
In effetti l'idea originaria non era quella di creare in quella regione un nuovo stato ma di trasferire il soviet del Nagorno Karabakh sotto la giurisdizione di quello armeno, riunificando così la sua popolazione (prevalentemente armena cristiana) con la madre patria e svincolandola dal controllo degli azeri (turchi musulmani).
I contrasti fra le due etnie andarono aumentando soprattutto a partire dagli anni settanta allorché il Primo Segretario del Comitato Centrale del partito comunista azero, Heydər Əliyev, aveva cominciato ad attuare una politica di immigrazione forzata azera nella regione. I Pogrom di Sumgait e gli altri scontri interetnici resero la convivenza impossibile e innalzarono progressivamente la tensione sino all'epilogo finale.
Con il passare dei mesi, quindi, l'azione del movimento "Miatsum" passò dal piano prettamente politico a quello di difesa del territorio: si formarono delle piccole unità difensive che poi nel loro sviluppo daranno vita all'Esercito di difesa del Nagorno Karabakh.
Gli azeri hanno comparato l'azione del movimento Miatsum all'Anschluss che sottomise l'Austria alla Germania nazista nel 1938. Tale assunto è stato rigettato dagli armeni in quanto la riunificazione con l'Armenia rappresentava la volontà della maggioranza della popolazione a differenza della politica nazista che non rappresentava la volontà della popolazione e delle autorità austriache.